# Cuando salí de Cuba
Cuando salí de Cuba (direkt översatt: "När jag lämnade Kuba") är en sång skriven och komponerad av Luis Aguilé, som också spelade in den och utgav den år 1967. Den blev under år 1967 en stor hit för den amerikanska gruppen The Sandpipers, som 1966 hade slagit igenom med Guantanamera. Gruppen gjorde även en engelskspråkig version, The Wind Will Change Tomorrow (1969) som handlar om längtan till ett fjärran hemland. En annan engelskspråkig text, Once on a Sunday Morning (1969) spelades in av The Tremeloes. Den tyske orkesterledaren James Last spelade en instrumental version (1970). En tjeckiskspråkig text lyder Má něco s jedním pánem (1970).
En svenskspråkig text, "Natten har tusen ögon", skrevs av Per-Anders Boquist för det svenska bandet Country Fours räkning. Denna text är ingen översättning, utan handlar om en mysig hemmakväll och nattens mörker. Med denna text spelades sången också in av det svenska dansbandet Jan Öjlers på en singel från 1968 samt på albumet med samma namn, också från 1968. Deras inspelning låg på Svensktoppen i sju veckor mellan 20 oktober och 1 december 1968, och bland annat toppade listan den 3 november. Med denna text spelades den också in av Larz-Kristerz på albumet Små ord av guld 2010.